# Skogsömonumentet

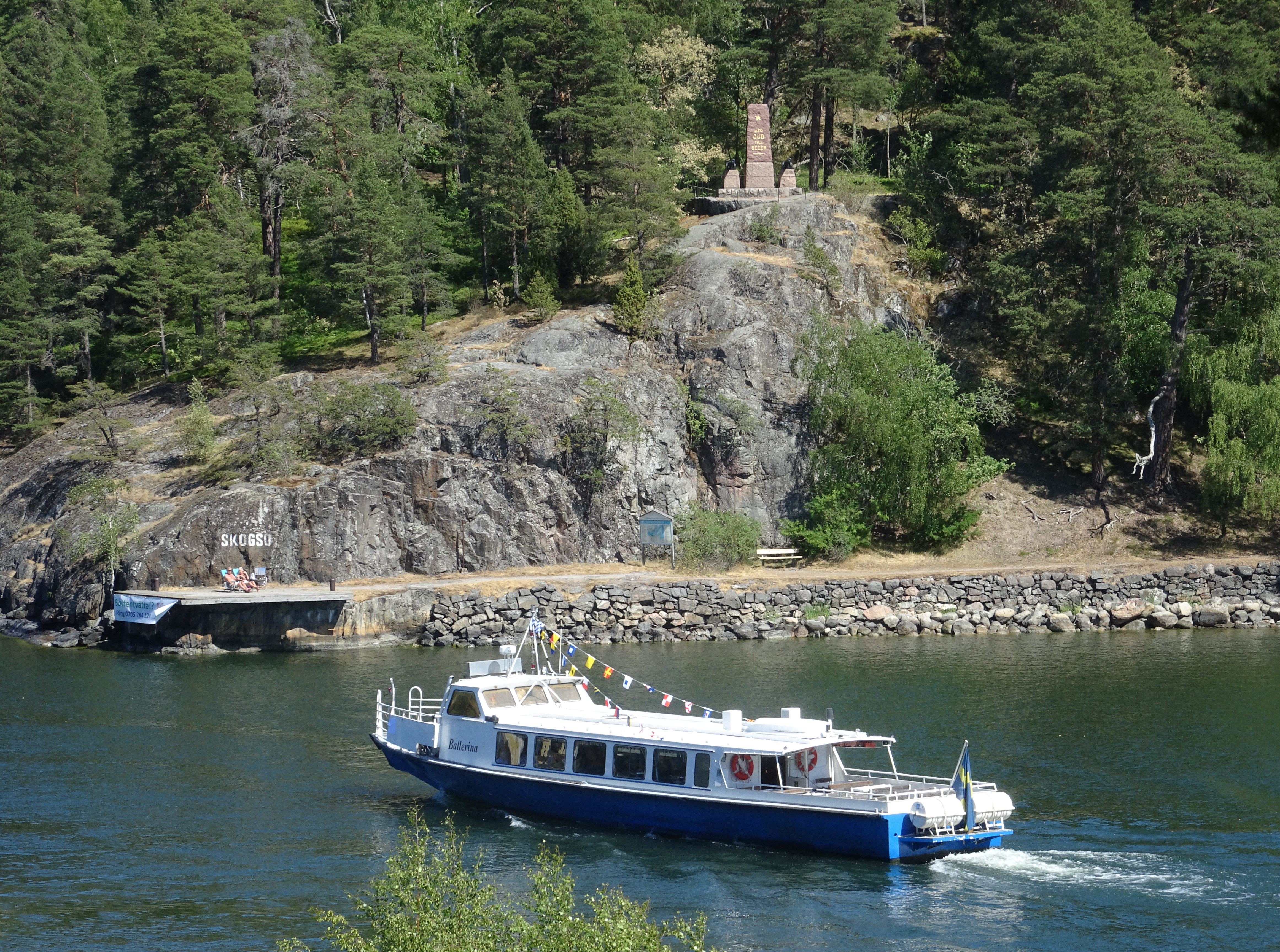
Vy från Boo, juni 2018.

Skogsömonumentet är ett minnesmärke över Slaget vid Stäket som finns på Skogsö i Saltsjöbaden, Nacka kommun. Den närbelägna Monumentvägen bär namnet efter monumentet. Skogsömonumentet ingår i Skogsö naturreservat.

## Historik

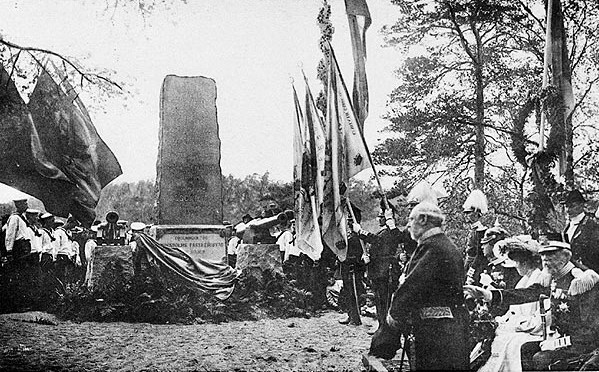
Avtäckningen den 8 juli 1905.

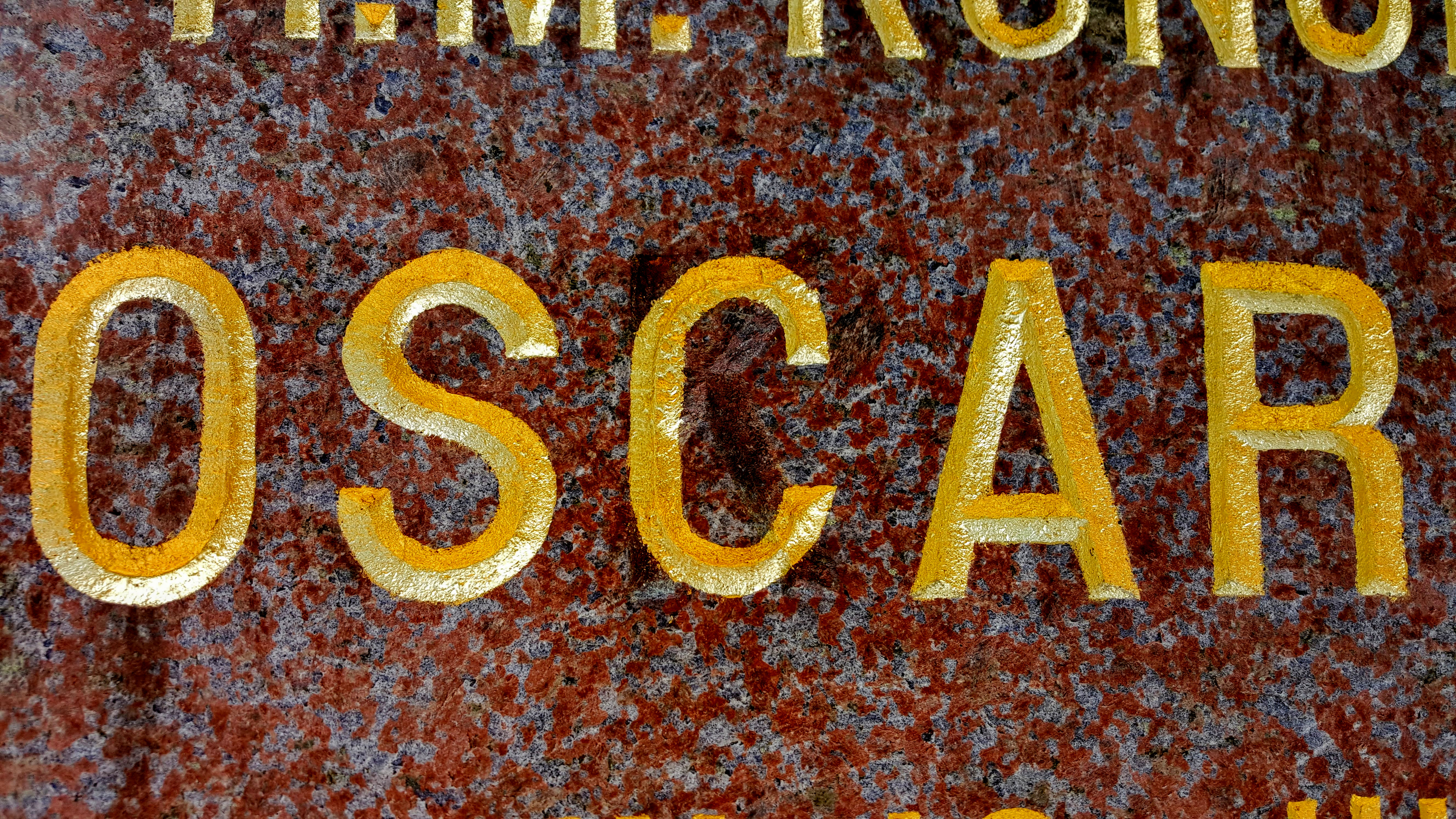
Felristningen, "k" > "c".

Skogsömonumentet restes den 8 juli 1905 av Föreningen för Stockholms fasta försvar i närvaro av Oscar II. Syftet var att påminna om Slaget vid Stäket den 13 augusti 1719, där numerärt underlägsna svenska trupper lyckades att avvärja ett ryskt angrepp vid Baggenstäket mot Stockholm. Detta ingick i föreningens propaganda för fasta försvarsanläggningar.
Monumentet står på en klippa vid Baggensstäkets södra sida.  Det består av en fyra meter hög och en meter bred sten i röd, grovkornig granit, flankerade av två järnkanoner som stå på var sin granitsockel. Av ett fotografi från avtäckningen 1905 framgår att kanonerna ursprungligen var vända mot öst, inåt land. Numera är de vända mot väst och farleden.
Sidan mot Baggensstäket bär inskriften: "Med Gud till seger" och på baksidan står:
| ” | Till minne af Stockholms stads tappre räddare den 13 augusti 1719 Rutger Fuchs och Johan Henrik v. Essen med K. Södermanlands Reg:te samt Baltzar v. Dahlheim med Östgöta Tremänningar Aftäcktes denna sten af H.M. Konung Oscar II den 8 juli 1905 | „ |

Kungens namn är rättat på stenen, med ett C hugget över ett ursprungligt K i "Oscar". Strax intill monumentet finns förhistoriska stensättningar som förmodligen härrör från vikingatiden.

## Bilder

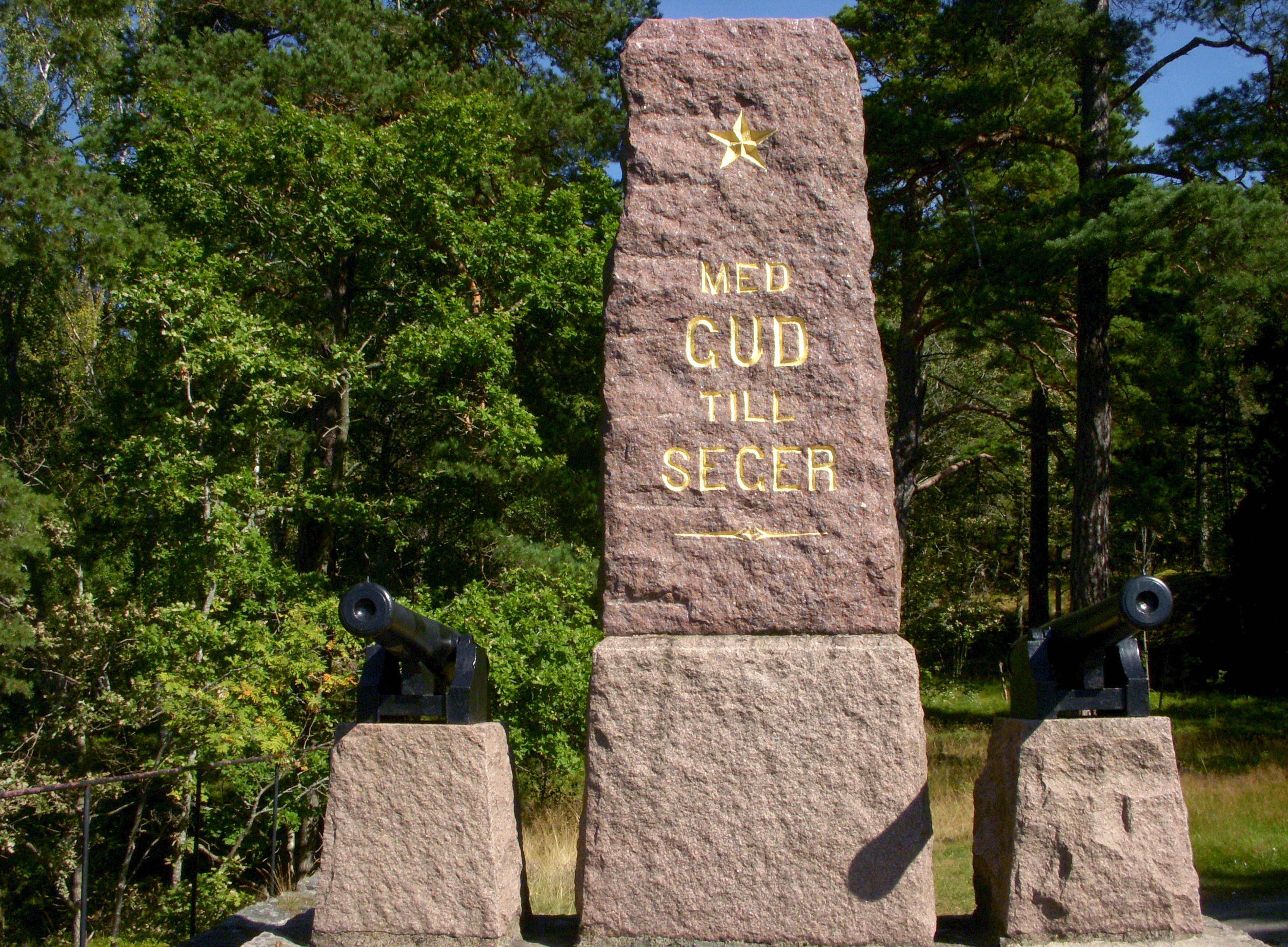
Framsidan
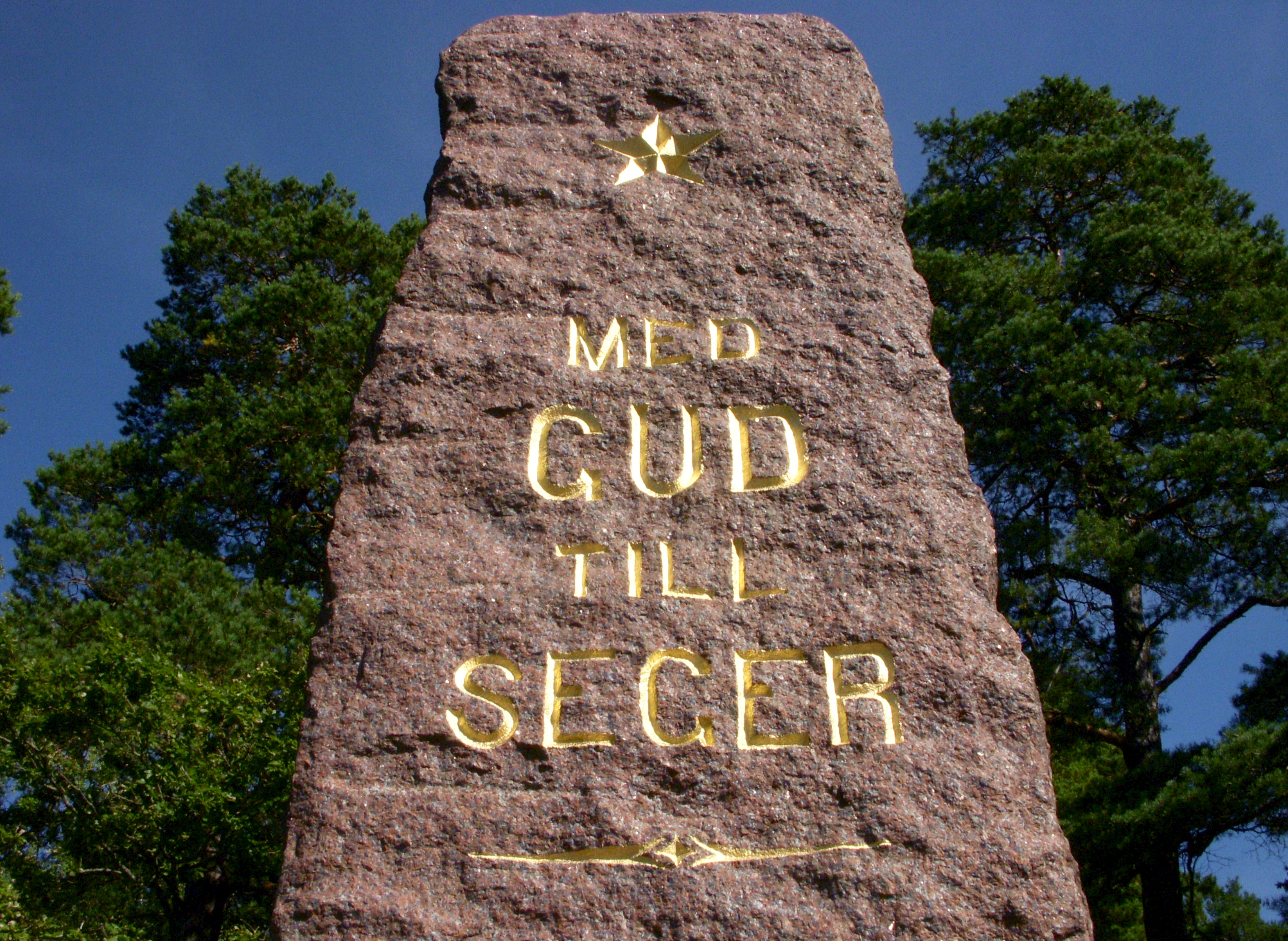
"Med Gud till seger"
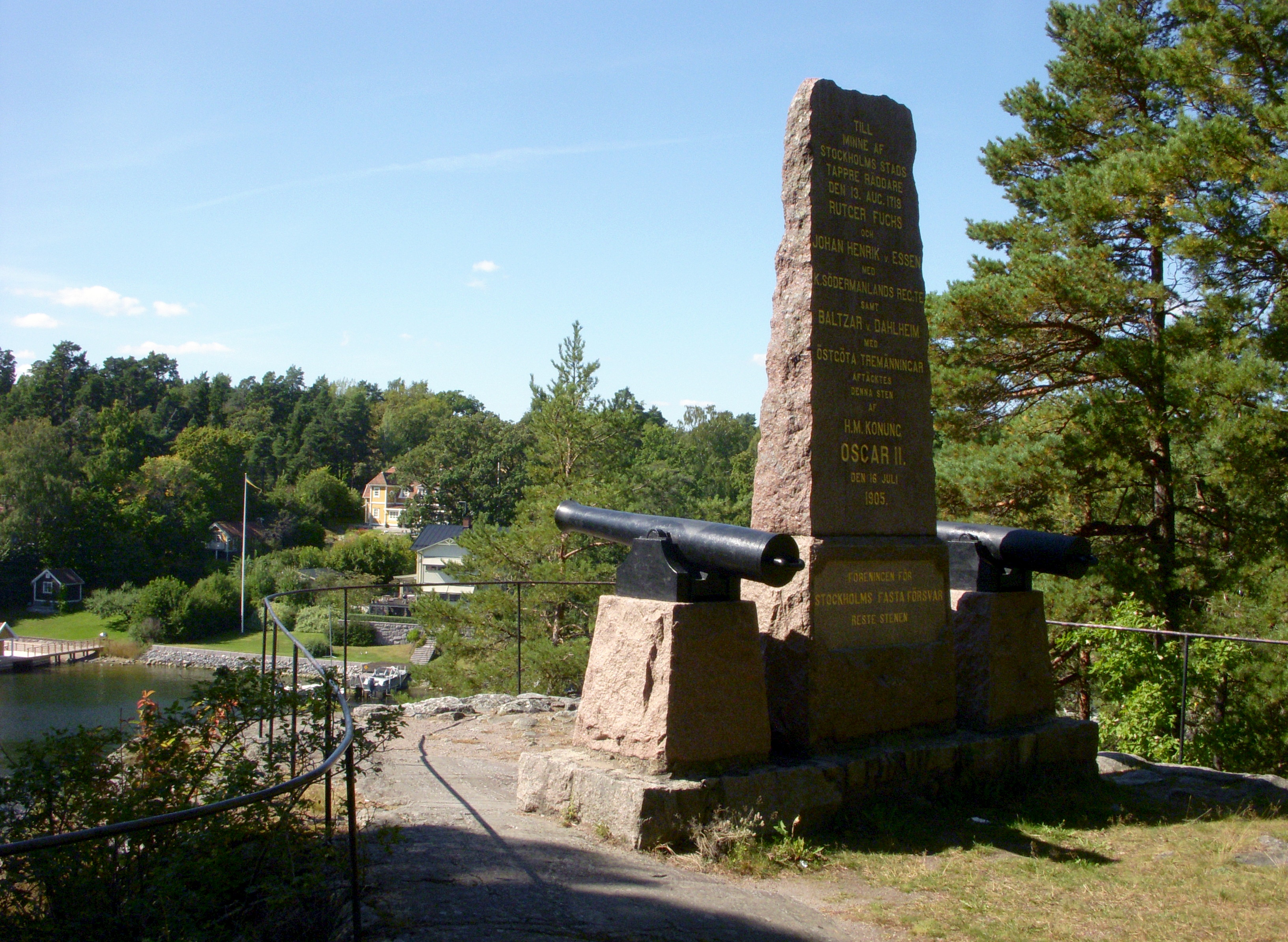
Baksidan
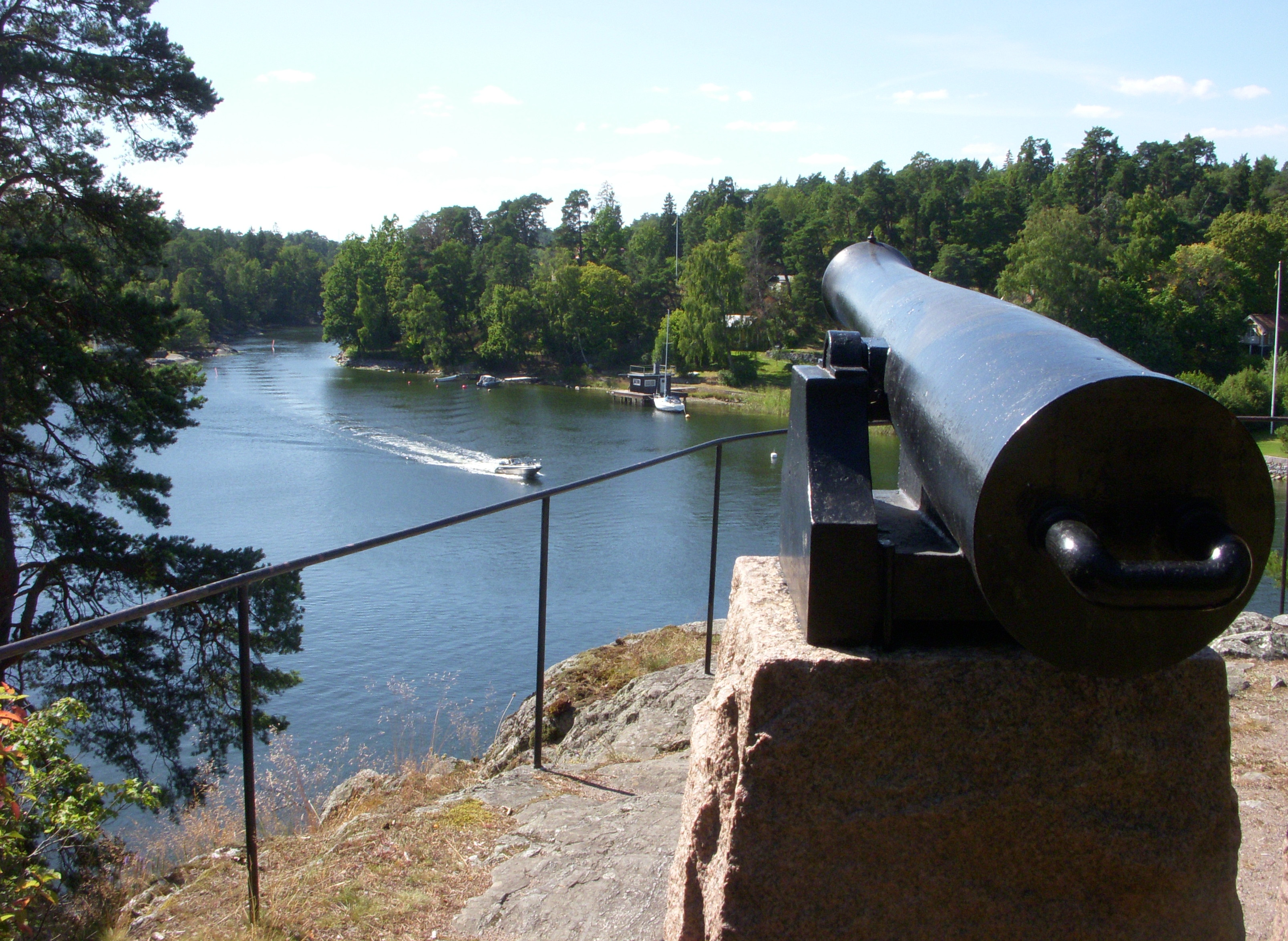
Kanon mot Baggensstäket